# Halle-Ingooigem
Halle-Ingooigem is een eendaagse wielerwijdstrijd van ruim 190 kilometer die start in het Pajottenland, een streek ten westen van Brussel en eindigt in Ingooigem, een dorpje in het zuiden van West-Vlaanderen, deelgemeente van Anzegem. De koers wordt verreden in juni.
De wedstrijd werd voor het eerst verreden in 1945. Tot 2005 stond de wedstrijd bekend als Brussel-Ingooigem, waarbij de start lag in Sint-Agatha-Berchem. Sinds 2002 maakt de koers deel uit van de continentale circuits van de UCI, de UCI Europe Tour, eerst als 1.5-wedstrijd (de huidige categorie 1.2), sinds 2005 als 1.1-wedstrijd.
Sinds 2016 behoort de wedstrijd ook tot het regelmatigheidscriterium Napoleon Games Cycling Cup.
De renners van Halle-Ingooigem beklimmen tijdens de aanloop via Geraardsbergen en Ronse zes hellingen: Pottelberg, Kanarieberg, Kruisberg, Hotondberg, Knokteberg en Tiegemberg. Tijdens de plaatselijke omloop in en rond Ingooigem wordt de Tiegemberg zes maal beklommen. Sinds 2015 is kort voor deze klim nog de beklimming van de Hellestraat in Tiegem toegevoegd.

## Lijst van winnaars

### Meervoudige winnaars
| Overwinningen | Renner              | Land      | Jaren       |
| ------------- | ------------------- | --------- | ----------- |
| 2             | Bert Roesems        | België    | 2001 + 2005 |
| 2             | Jurgen Van De Walle | België    | 2009 + 2010 |
| 2             | Nacer Bouhanni      | Frankrijk | 2012 + 2015 |
| 2             | Arnaud Démare       | Frankrijk | 2014 + 2017 |
| 2             | Dries De Bondt      | België    | 2016 + 2019 |

### Overwinningen per land
| Overwinningen | Land                        |
| ------------- | --------------------------- |
| 61            | België                      |
| 4             | Frankrijk, Nederland        |
| 1             | Australië, Estland, Rusland |